# Kikongo ruwenzori
Espèce
Kikongo ruwenzori est une espèce d'araignées aranéomorphes de la famille des Gnaphosidae.

## Distribution
Cette espèce est endémique du Nord-Kivu au Congo-Kinshasa,. Elle se rencontre dans le parc national des Virunga entre 1 700 et 2 080 m d'altitude sur le Rwenzori.

## Description
Le mâle holotype mesure 2,37 mm et la femelle paratype 2,19 mm.

## Étymologie
Son nom d'espèce lui a été donné en référence au lieu de sa découverte, le Rwenzori.

## Publication originale
- Rodrigues & Rheims, 2020 : An overview of the African genera of Prodidominae spiders: descriptions and remarks (Araneae: Gnaphosidae). Zootaxa, no 4799(1), p. 1-80.